# Ulderico Giovacchini
Ulderico Giovannini (Firenze, 1º gennaio 1890 – Bolzano, 21 novembre 1965) è stato un pittore italiano.
Dopo gli studi all'Accademia delle Arti del Disegno di Firenze (oggi Accademia delle belle arti), Giovacchini arrivò nel 1918 a Bolzano come soldato, e vi rimase per il resto della vita. La sua formazione artistica risente dell'influsso del movimento dei Macchiaioli.
Nel 1922 prese parte alla "Mostra d'arte, pittura, scultura, arti decorative" di Rovereto. In quegli anni espose in varie città italiane oltre che a Lipsia e Monaco di Baviera. Nel 1938, a Roma, prese parte alla mostra delle corporazioni fasciste.
Nel 1926 si iscrisse al Partito Nazionale Fascista e nel 1933 aderì al "Direttorio del Fascio di combattimento di Bolzano".
Nel 1938 esegue un ritratto di Benito Mussolini commissionatogli dalla Cassa di Risparmio di Bolzano.